# Martin Garlieb Amsinck

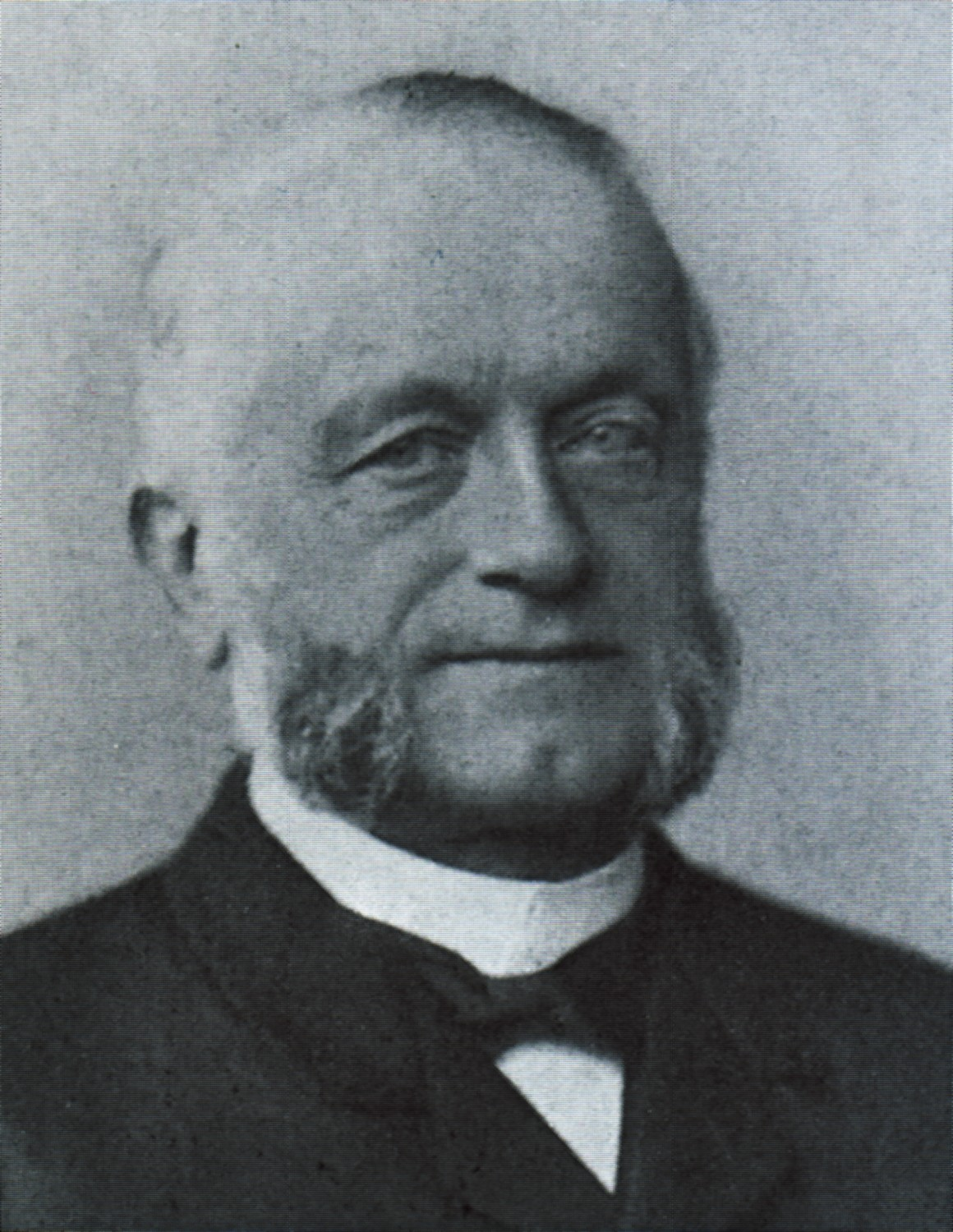
Garlieb Amsinck

Martin Garlieb Amsinck (* 23. September 1831 in Hamburg; † 10. April 1905 ebenda) war ein deutscher Schiffbauer und Reeder.

## Familie und frühes Leben
Amsinck entstammte der ursprünglich aus den Niederlanden kommenden Familie Amsinck, die zur hanseatischen Oberschicht Hamburgs zählte. Er war der Sohn des Kaufmanns Johannes Amsinck, Inhaber der Firma Johannes Schuback & Söhne.
Amsinck absolvierte eine kaufmännische Lehre, stieg anschließend im Gegensatz zu vier Brüdern aber nicht in das väterliche Unternehmen ein, sondern wandte sich dem Schiffbau zu. In diesem Zusammenhang hielt er sich einige Jahre in Nürnberg und in Großbritannien auf. Im schottischen Glasgow war er am Bau des Segeldampfers Great Eastern beteiligt, des damals größten Schiffes der Welt.

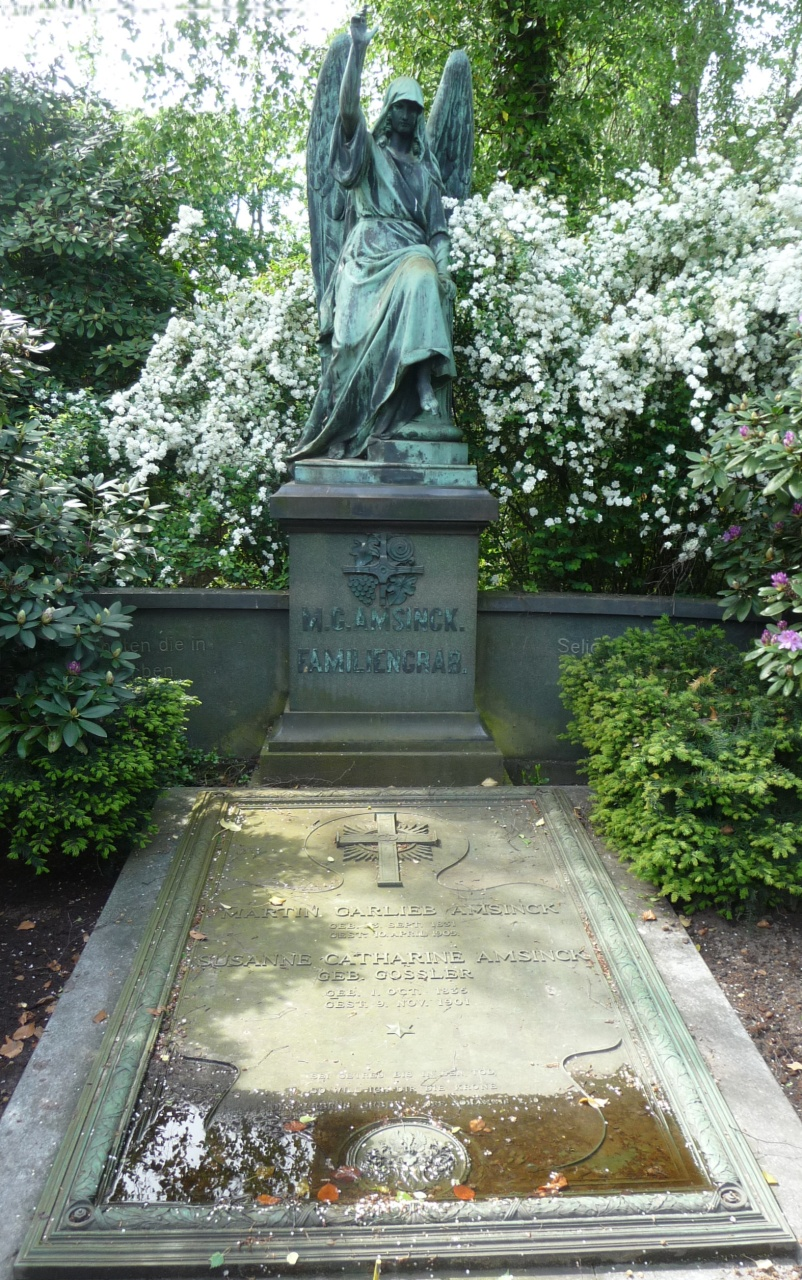
Grab von Martin Garlieb Amsinck, Alter Niendorfer Friedhof in Hamburg

## Schiffbauer und Reeder
1856 eröffnete er in Hamburg auf dem Kleinen Grasbrook eine Werft zum Bau von Segelschiffen. Bis 1878 baute er vorwiegend Barken in Größen bis 1000 Registertonnen. Da er sich ab 1859 auch als Reeder betätigte, baute er fast die Hälfte seiner Schiffe auf eigene Rechnung. 1878 gab er den Schiffbau auf, da der handwerkliche Holzschiffbau schrittweise vom Eisen- und Stahlschiffbau verdrängt wurde.
In einer Gemeinschaft mit seinen Brüdern Wilhelm und Heinrich wurde Amsinck ein erfolgreicher Reeder. Seine Firma M.G. Amsinck stieg zu einer der größten Segelschiffsreedereien Hamburgs auf. Mit dem wachsenden Handel vergrößerte er beständig seine Flotte. Als erste Eisenkonstruktion kaufte er 1880 die Flora, zugleich das erste Schiff, das auf der Werft Blohm & Voss gebaut worden war. Es wurde von Blohm & Voss auf eigene Rechnung gebaut.
Martin Garlieb Amsinck  wurde 1883 in den Verwaltungsrat der Hamburg Süd gewählt, gehörte von 1877 bis 1886 der Bürgerschaft und ab 1882 der Deputation für Handel und Schiffahrt an. Darüber hinaus erfüllte er bürgerliche Ehrenämter als Handelsrichter (1880–1885), beeidigter Schiffstaxator (1876–1885) und Beisitzer des Seeamtes.
Martin Garlieb Amsinck starb 1905 und wurde auf dem Alten Niendorfer Friedhof in Hamburg begraben. Ein Jahr später wurde die Reederei von seinem Sohn aufgelöst.
Anlässlich Amsincks hundertstem Geburtstag beschloss der Hamburger Senat im Jahr 1931, den Segelschiff-Kai in Amsinck-Kai umzubenennen. Das Gelände wurde in den 1970er Jahren umgestaltet, ein Amsinckufer erinnert aber weiterhin an den Reeder.